# Codice ATC M02
Il codice ATC M02 "Prodotti topici per dolori articolari e muscolari" è un sottogruppo terapeutico del sistema di classificazione Anatomico Terapeutico e Chimico, un sistema di codici alfanumerici sviluppato dall'OMS per la classificazione dei farmaci e altri prodotti medici. Il sottogruppo M02 fa parte del gruppo anatomico M dei disturbi del Sistema muscolare-Sistema scheletrico e Articolazioni.
Codici per uso veterinario (codici ATCvet) possono essere creati ponendo la lettera Q di fronte al codice ATC umano: QM02 ...  I codici ATCvet senza corrispondente codice ATC umano sono riportati nella lista seguente con la Q iniziale.
Numeri nazionali della classificazione ATC possono includere codici aggiuntivi non presenti in questa lista, che segue la versione OMS.

## M02A Farmaci ad uso topico per dolori articolari e muscolari

### M02AA Preparazioni anti infiammatorie non steroidee per uso topico
M02AA01 Fenilbutazone
M02AA02 Mofebutazone
M02AA03 Clofezone
M02AA04 Oxifenbutazone
M02AA05 Benzidamina
M02AA06 Etofenamato
M02AA07 Piroxicam
M02AA08 Felbinac
M02AA09 Bufexamac
M02AA10 Ketoprofene
M02AA11 Bendazac
M02AA12 Naproxene
M02AA13 Ibuprofene
M02AA14 Fentiazac
M02AA15 Diclofenac
M02AA16 Feprazone
M02AA17 Acido niflumico
M02AA18 Acido meclofenamico
M02AA19 Flurbiprofene
M02AA21 Tolmetina
M02AA22 Suxibuzone
M02AA23 Indometacina
M02AA24 Nifenazone
M02AA25 Aceclofenac
M02AA26 Nimesulide
M02AA27 Dexketoprofene
QM02AA99 Preparazioni anti infiammatorie, non steroidee per uso topico, combinazioni

### M02AB Capsaicina e agenti simili
M02AB01 Capsaicina
M02AB02 Zucapsaicina

### M02AC Preparazioni con derivati dell'acido salicilico
QM02AC99 Preparazioni con derivati dell'acido salicilico, combinazioni

### M02AX Altri  farmaci per uso topico per dolori articolari e muscolari
M02AX02 Tolazolina
M02AX03 Dimetilsolfossido
M02AX05 Idrocilamide
M02AX06 Tolperisone
M02AX10 Vari
QM02AX53 Dimetilsolfossido, combinazioni